# Arycanda atrocoerulea
Arycanda atrocoerulea là một loài bướm đêm trong họ Geometridae.